# William Sherman
William Sherman (Raleigh, 27 maggio 1999) è un giocatore di football americano statunitense che milita nel ruolo di offensive tackle per i Denver Broncos della National Football League (NFL).

## Carriera

### New England Patriots
Sherman al college giocò a football a Colorado. Fu scelto nel corso del sesto giro (197º assoluto) nel Draft NFL 2021 dai New England Patriots. Nella sua stagione da rookie disputò una sola partita, nella settimana 5 contro gli Houston Texans.

### Denver Broncos
Il 1º settembre 2022 Sherman firmò con la squadra di allenamento dei Denver Broncos.